# Фентезі-спорт
Фентезі-спорт (англ. Fantasy sport) — вид інтернет-гри, в якій учасники збирають уявні чи віртуальні команди з реальних професійних спортсменів. Ці команди змагаються на основі статистичних результатів вибраних спортсменів, які вони демонструють у реальній грі. Результати конвертуються в очки, які складаються та підсумовуються відповідно до складу, обраного власником фентезі-команди.
Ці системи очок можуть бути досить простими для ручного підрахунку «комісаром ліги», який координує та керує загальною лігою, або ж очки можуть бути складені та обчислені комп'ютерами, які відстежують актуальні результати професійного спорту. У фентезі-спорті власники команд вибирають, купують та викидають гравців аналогічно як і у реальному спорті.